# Hans-Ruprecht Leiß

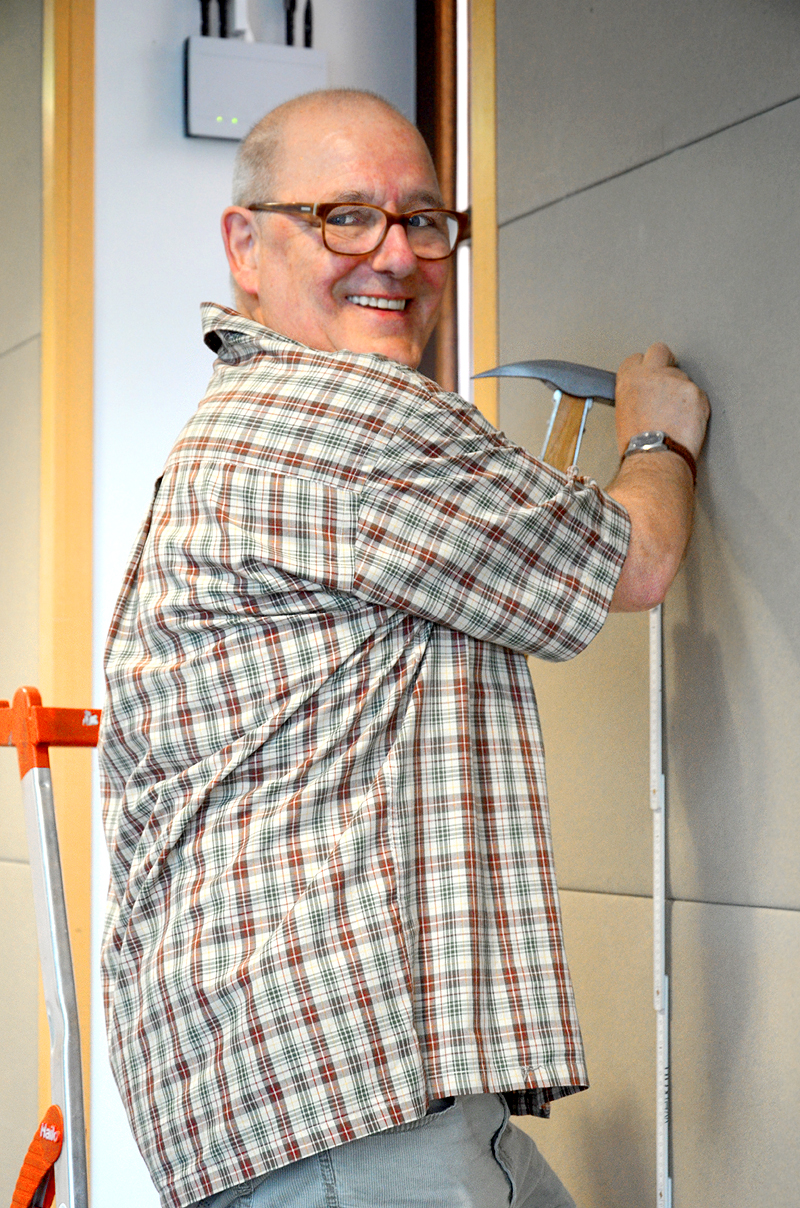
Der Künstler Hans-Ruprecht Leiß 2017 bei der Arbeit zu seiner Einzelausstellung Gezeichnete Welten im Hauptgebäude der Deutschen Bank in Hannover

Hans-Ruprecht Leiß (* 29. April 1954 in Husum) ist ein norddeutscher Zeichner und Maler. Er lebt und arbeitet in Flensburg.

## Leben

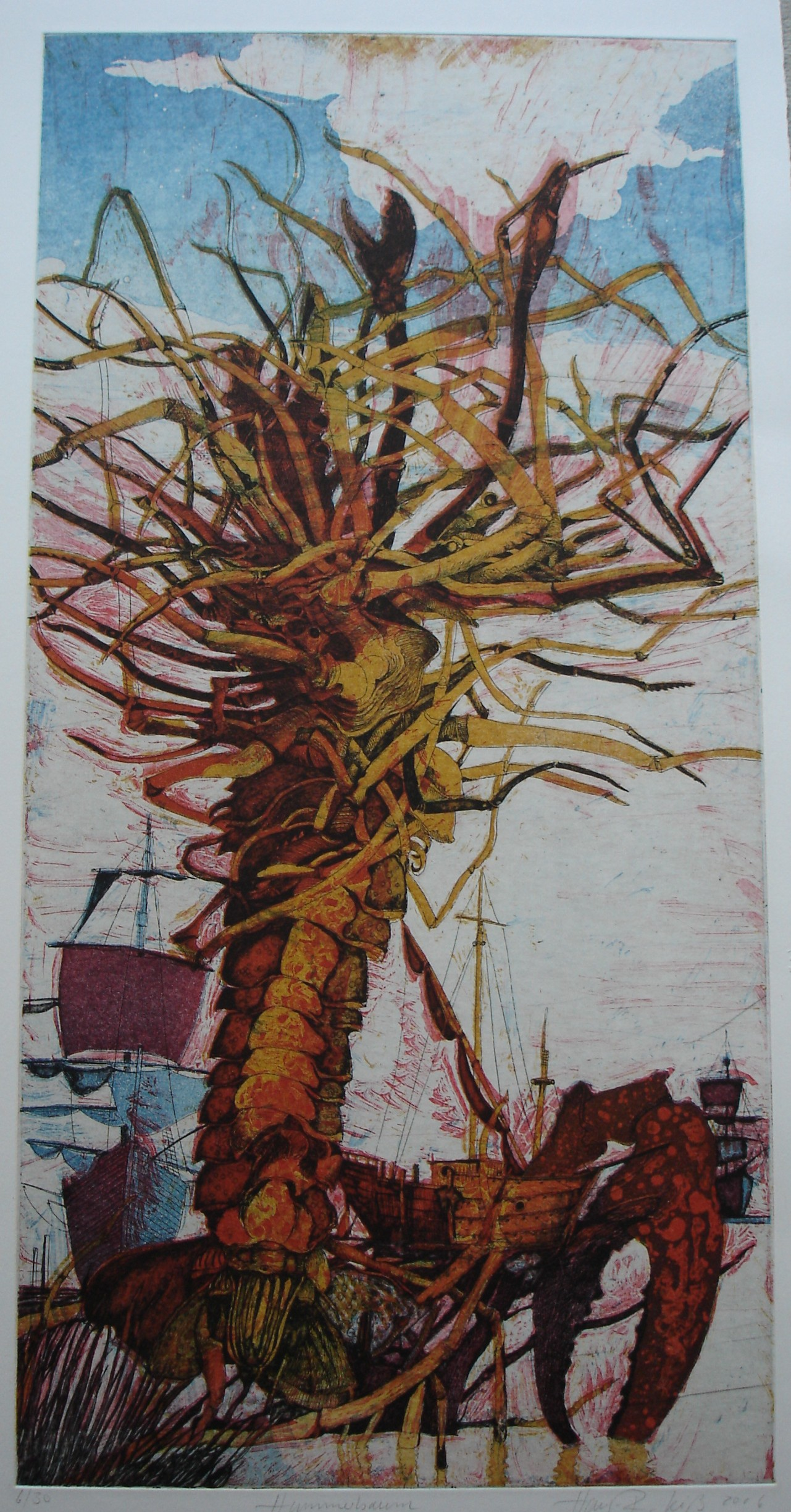
Hans-Ruprecht Leiß, Hummerbaum (Radierung)

Hans-Ruprecht Leiß besuchte das Hermann-Tast-Gymnasium in Husum und schloss es mit dem Abitur im Jahre 1975 ab. 1977 ging er nach Flensburg an die Pädagogische Hochschule, um das Lehramt für die Kunsterziehung zu studieren. 1981 und 1985 bestand er die notwendigen Examina, doch es war für Leiß schnell klar, dass der Lehrerberuf für ihn nur eine Zwischenstation sein konnte. So verabschiedete er sich im Jahr 1985 von Lehramt und gesicherter Existenz, um freischaffender Künstler mit Atelier in Flensburg zu werden.
Er wurde Mitglied im Bundesverband Bildender Künstler und schaffte in den folgenden Jahren ein umfangreiches grafisches, malerisches und zeichnerisches Werk. Seine Bildthemen sind das Meer und seine Bewohner. Er selbst sagt immer, er habe sein ganzes Leben mit beiden Beinen im Salzwasser verbracht, und will damit seine starke Affinität zum Meer und den Menschen am Meer verdeutlichen. Die Bilder setzt er oftmals im Stile eines phantastischen Realismus um.
Im Jahr 1992 begann die Zusammenarbeit mit Falko Behrendt und Otto Beckmann, es entstanden gemeinsame Ausstellungen, Mappen, Kataloge und Kalender.
Hans-Ruprecht Leiß ist mit eigenen Arbeiten in vielen öffentlichen und privaten Sammlungen vertreten. Er bestreitet zahlreiche Einzel- und Gemeinschaftsausstellungen zwischen Flensburg, Helsinki, Frankfurt am Main und New York.
Einem überregionalen Publikum ist er 2005 näher bekannt geworden durch seinen Plakatentwurf zum Papstbesuch Benedikts XVI. in Köln (Titel: habemus papam).
2008 paraphrasierte er zu Feridun Zaimoglus Neufassung des Märchens
Vom Fischer und seiner Frau 30 Lithographien, die als bibliophile Buchausgabe erschien.
Im Jahre 2014 gestaltete Leiß für die Sanierung der Flensburger St. Jürgen-Kirche ein Puzzle, auf welchem die Kirche dargestellt ist. Auf einem im August stattgefundenen Sommerfest der Kirchengemeinde wurden die Exemplare verkauft.
Im Dezember 2014 zeigte das Schleswiger Stadtmuseum eine Jubiläumsausstellung zum 60. Geburtstag von Hans-Ruprecht Leiß mit einem Querschnitt durch sein Lebenswerk.
Im Sommer 2016 unterstützte Leiß mit einer Farbradierung des historischen Salondampfers Alexandra die Bemühungen der Flensburger Rotarier um die Restaurierung dieses Schiffes.

## Auszeichnungen
- 1985 erster Preisträger des Kulturpreises des Kreises Schleswig-Flensburg
- 1993 Kunstpreis des Rheinischen Kunstvereins
- 1999 erster Preisträger des Beate-Uhse-Erotik-Preises

## Einzelbelege
1. ↑  Kölner Stadtanzeiger
2. ↑  Website: edition eichthal
3. ↑  Flensburger Tageblatt: Kunst: Ein Leiß in fünfhundert Teilen, vom: 19. August 2014, abgerufen am: 26. August 2014
4. ↑  Flensburger Tageblatt: St.-Jürgen-Gemeinde: Bunte Feier zum Erhalt der Kirche, vom: 25. August 2014, abgerufen am: 26. August 2014
5. ↑  Schlei-Bote: Ein Liebhaber skurriler Tierarten, 13. Dezember 2014, abgerufen am 11. November 2016
6. ↑  Flensburger Tageblatt: Die „Alexandra“ wird zum Kunstwerk, 17. Juli 2016, abgerufen am 11. November 2016

| Personendaten    | Personendaten                |
| ---------------- | ---------------------------- |
| NAME             | Leiß, Hans-Ruprecht          |
| KURZBESCHREIBUNG | deutscher Zeichner und Maler |
| GEBURTSDATUM     | 29. April 1954               |
| GEBURTSORT       | Husum                        |